# Benešov nad Ploučnicí (Horní zámek)
Horní zámek v Benešově nad Ploučnicí společně se šesti dalšími historickými budovami tvoří komplex zámeckých budov v severočeském městě Benešově nad Ploučnicí v Ústeckém kraji. Horní zámek je jeho nejstarší částí, nachází se za městskou radnicí na severní straně náměstí Míru.
Celý areál je ve vlastnictví státu a je přístupný veřejnosti, jeho správu zajišťuje Národní památkový ústav. Zámek jako celek je památkově chráněn, v roce 2001 byl Dolní a Horní zámek, domy čp. 44 a 54, Starschedelovský dům a Konojedský dům prohlášeny za národní kulturní památku.

## Historie

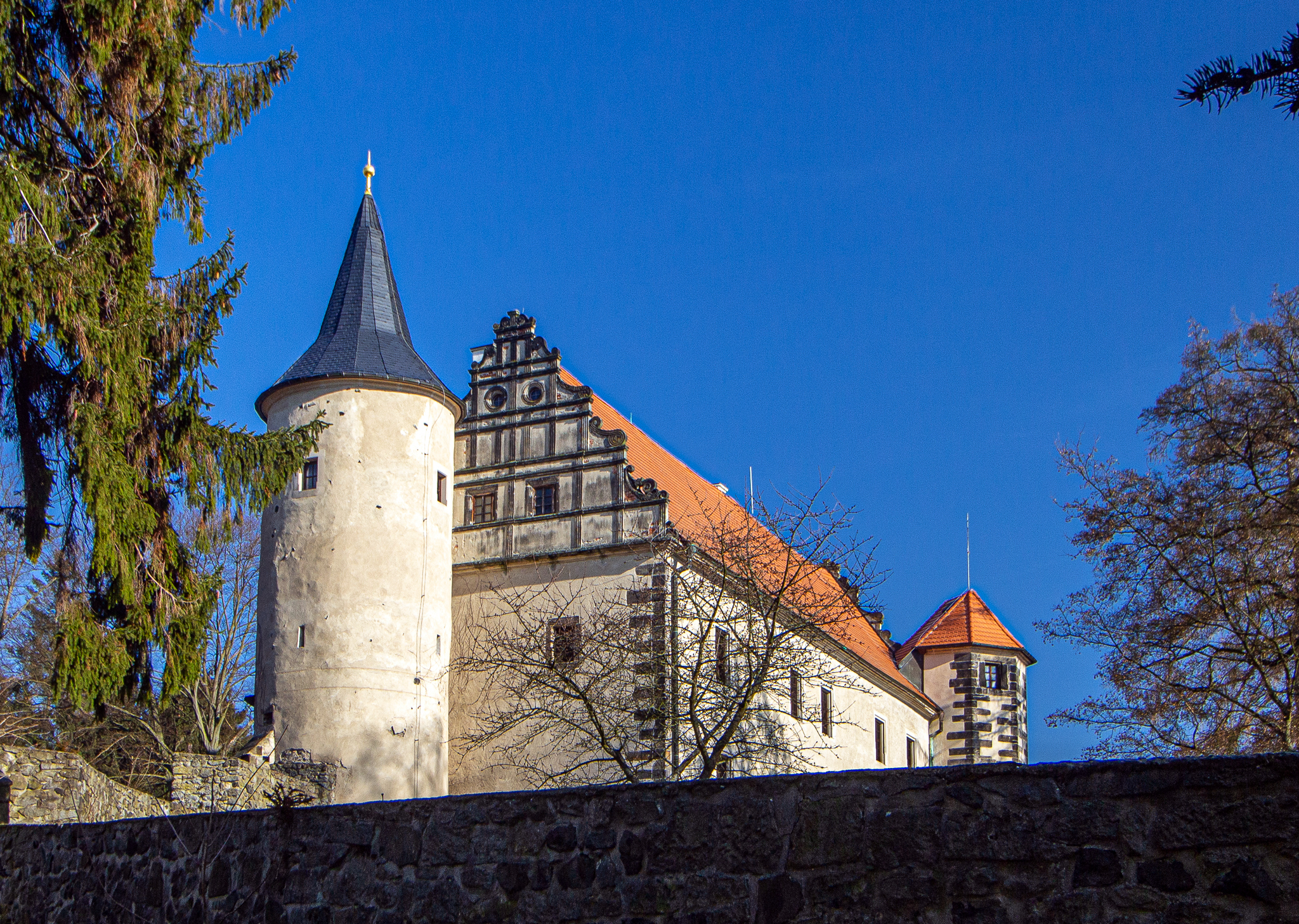
Stará okrouhlá věž a renesanční průčelí Horního zámku

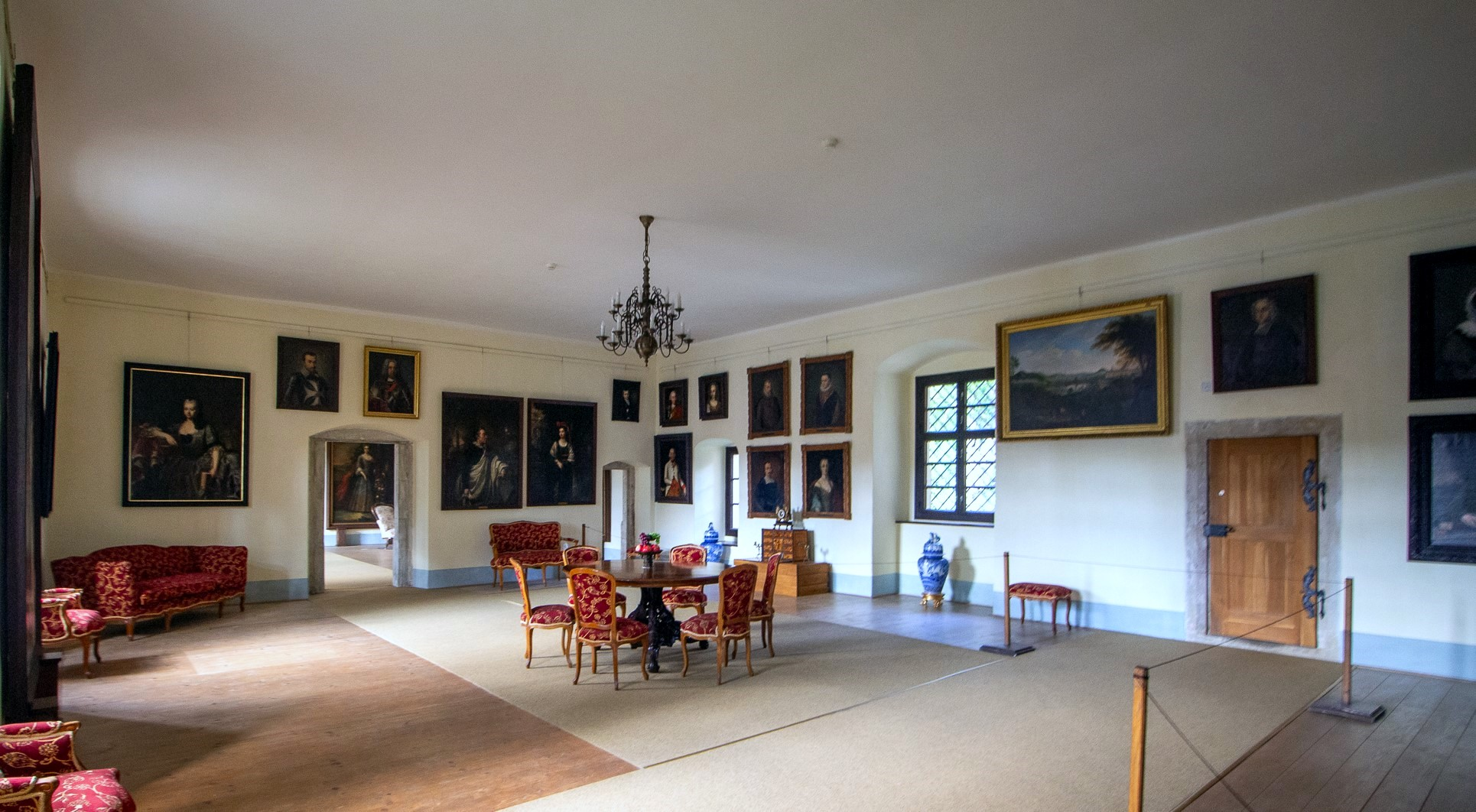
Zámecký sál

Byl vystavěn s použitím zdiva starší stavby v letech 1522-1524 Benediktem ze Salhausenu a později přestavěn v roce 1543 ve slohu pozdní gotiky. Po velkém požáru města v roce 1571 byl renovován ve stylu saské renesance.
Po pánech ze Salhausenu byli dalšími vlastníky benešovského panství a s ním i zámku rody Kinských a Thunů, kteří zámek ovšem využívali jen jako letní sídlo.

## Popis
Zámek má gotické přízemí, které navazuje na později postavený dům Vartenberků. Dispozičně je zámek obdélného tvaru s okrouhlou starou věží, která se nachází na severozápadní straně. Na jihovýchodním nároží objektu se tyčí polygonální schodišťová věž s kamenným armováním. Exteriér Horního zámku je řešen hladkou fasádou s kamennou nárožní armaturou, hrotitými vstupními portály a obdélníkovými okny se zkosenými rámci, které jsou oboje zdobeny protínanými pruty. Zastřešení je zde řešeno sedlovou střechou a renesančním štítem s pilastry na západní a východní části průčelí.
Interiér je v prvním patře zdoben křížovou klenbou a pravoúhlým portálem s protínanými pruty z pozdně gotického období. Druhé patro je ve dvou místnostech řešeno renesančními kazetovými ornamentálně malovanými stropy ze 16. století a zdobeno polokruhovými portály mezi místnostmi.
Přízemí poskytovalo prostory na provozní účely a první patro obytné místnosti s přistavěnou krytou chodbou vedoucí do sousedního kostela Narození Panny Marie. Ve zdi, které uzavírá nádvoří se nachází dva portály, jeden půlkruhový s protínanými pruty a druhý renesanční s reliéfní výzdobou, volutovým štítem a tesanými znaky.

## Prohlídky zámku
Zámek je přístupný veřejnosti, nabízen je prohlídkový okruh z ukázkou dobového vybavení interiéru, dlouhý přibližně 30-45 minut. Nachází se zde galerie a turistické informační centrum.